# Rabdion forsteni
Rabdion forsteni is een slang uit de familie toornslangachtigen (Colubridae) en de onderfamilie Calamariinae.

## Naam en indeling
De wetenschappelijke naam van de soort werd voor het eerst voorgesteld door André Marie Constant Duméril, Gabriel Bibron en Auguste Duméril in 1854. De soort was lange tijd de enige uit het geslacht Rabdion, tot in 2015 de soort Rabdion grovesi werd beschreven.
De soortaanduiding forsteni is een eerbetoon aan Eltio Alegondas Forsten (1811 – 1843).

## Verspreiding en habitat
Rabdion forsteni is endemisch in Indonesië en komt voor op Sulawesi en Manado. Er is verder weinig bekend over de biologie en de levenswijze.